# Список стран с сухим законом

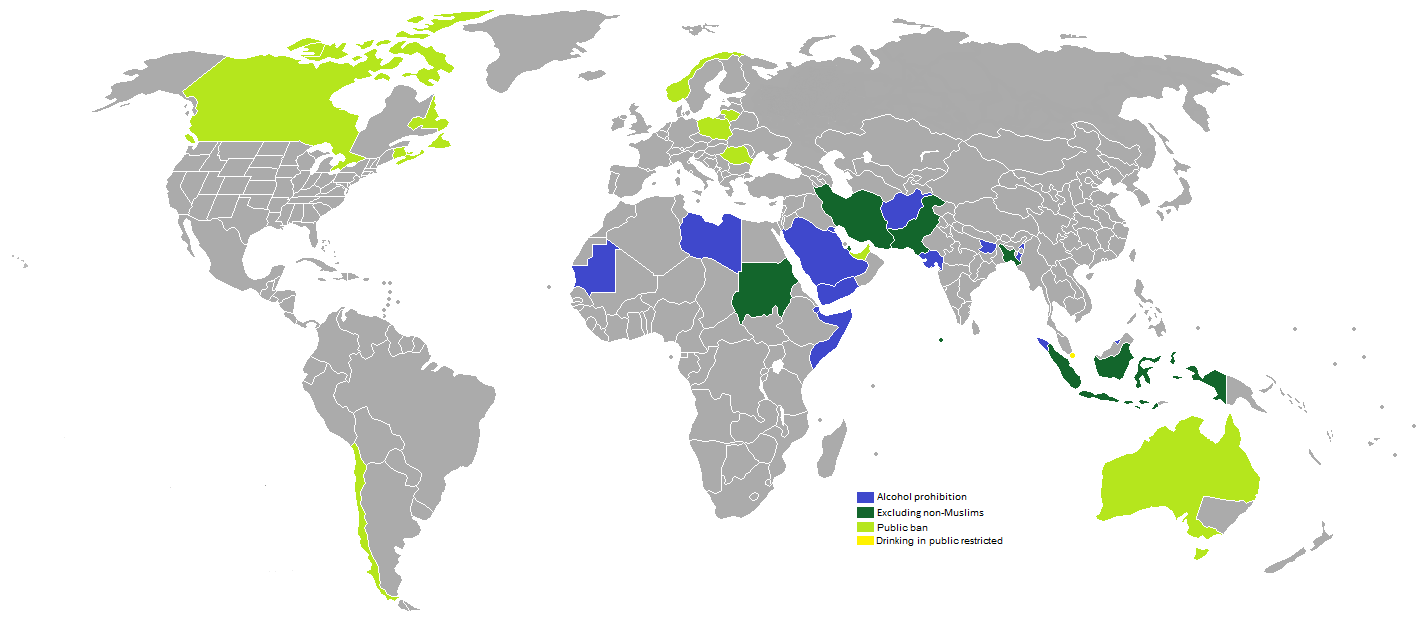
Абсолютный сухой закон
Алкоголь разрешён немусульманам
Алкоголь запрещён в общественных местах
Алкоголь запрещён в общественных местах с 22:30 до 7:00

Ниже представлен список стран, практикующих сухой закон. Сортировка по алфавиту.

## Текущий список
По состоянию на 2021 год практически все страны (за исключением Австралии), применяющие сухой закон, являются или полностью исламскими или с преобладанием мусульман на отдельных территориях.
- Австралия (употребление алкоголя в Северной территории разрешено только в лицензированных заведениях, но есть отдельные районы, в которых введён полный запрет[1])
- Афганистан
- Бангладеш (алкоголь разрешён немусульманам и иностранцам, мусульмане имеют право употреблять алкоголь только в барах)[2]
- Бруней
- Джибути
- Индия (только в штатах Гуджарат, Бихар, Нагаленд и Мизорам, и в союзной территории Лакшадвип[3][4] — подробнее см. Сухой закон в Индии[англ.])
- Индонезия (запрет для лиц младше 21 года на всей территории страны, полный запрет в провинции Ачех)
- Иран (алкоголь разрешён немусульманам: евреям, христианам и гебрам — конституционно признанным меньшинствам; отдельные исключения существуют для армянских христиан — подробнее см. Алкоголь в Иране[англ.])
- Йемен (алкоголь был разрешён в Южном Йемене до 1994; в настоящее время алкоголь разрешён только в Адене для лиц старше 21 года)
- Катар (алкоголь разрешён немусульманам старше 21 года)
- Кувейт
- Ливия
- Мавритания
- Малайзия (алкоголь разрешён немусульманам старше 21 года)
- Мальдивы (алкоголь разрешён иностранцам в лицензированных заведениях)
- Марокко (алкоголь разрешён немусульманам)[5]
- Нигерия (алкоголь запрещён в штате Борно)
- ОАЭ (полный запрет действует только в эмирате Шарджа)
- Пакистан (алкоголь разрешён немусульманам старше 21 года)
- Саудовская Аравия
- США (сухой закон действует в отдельных т. н. «сухих округах», число которых варьируется в зависимости от штата)
- Сомали
- Судан (алкоголь разрешён немусульманам)[6]

## В прошлом
- Венгерская советская республика — с 21 марта по 1 августа 1919 г. (запрещены были только продажа и употребление алкоголя)
- Ирак — в 2016 г. поднимался вопрос о введении сухого закона в стране, но проект был отклонён, однако с 2018 г. на алкоголь введён 200 % налог.
- Исландия — в 1915—1935 гг. (до 1 марта 1989 г. под запретом оставалось лишь пиво с содержанием алкоголя более 2,25 % — см. Сухой закон в Исландии)
- Йеменская Арабская Республика — в 1962—1990 гг.
- Канада — в 1918—1920 гг. (подробнее см. Сухой закон в Канаде[англ.])
- Норвегия — в 1916—1927 гг.
- ОАЭ — в ноябре 2020 года в стране начались реформы, среди которых отмена сухого закона[7]
- Османская империя — в 1623—1640 гг. (только в Константинополе; запрет существовал во время правления Мурада IV, который запретил не только алкоголь, но и табак и кофе)[8]
- Острова Питкэрн — до 2009 г.
- Панама — с 25 марта по 8 мая 2020 г. (в рамках борьбы с пандемией COVID-19[англ.])
- Российская империя и  СССР — с 19 июля 1914 г. по 26 августа 1923 г.; в 1929 г.; в 1958 г. (только водка, кроме ресторанов) — подробнее см. Антиалкогольные кампании в СССР
- США — в 1920—1933 гг. (подробнее см. Сухой закон в США)
- Фарерские острова — в 1907—1992 гг.
- Филиппины — в 1966—1986 гг.
- Финляндия — в 1919—1932 гг. (подробнее см. Референдум в Финляндии (1931))
- ЮАР (в мае и июле 2020 г. в рамках борьбы с пандемией COVID-19)[9][10][11][12][13]